# دولول سيفي
دولول سيفي هي بلدة ريفية موريتانية تقع في مقاطعة مقامة الواقعة في جنوب غرب منطقة كوركول في موريتانيا.

## الموقع
تقع بلدة دولول سيفي في مقاطعة مقامة الواقعة في جنوبي غرب منطقة كوركول في موريتانيا، وتبلغ مساحتها 203 كيلومتر مربع، ويحدها من جهة الشمال بلدية بيلكت ليتامة، ويحدها من جهة الشمال الغربي بلدية تفوند سيفي، ويحدها من جهة الشرق بلدية داوو، بينما يحدها من جهة الحنوب نهر السنغال الذي يُشكّل حدود البلدة مع السنغال.

## السكان
شهدت بلدة دولول سيفي نموًّا سكانيًّا ملحوظًا خلال القرن الحادي والعشرين، حيث ارتفع عدد سكان البلدة من 3318 نسمة في عام 2000، إلى 5072 نسمة في عام 2013 بمُعدل نمو سنوي بلغ 3.5٪ على مدى 13 عامًا.

## التاريخ
تأسست بلدة دولول سيفي بموجب المرسوم الصادر في 20 أكتوبر عام 1987 بشأن تأسيس البلديات الموريتانية.

## الإدارة
كان السياسي الموريتاني وعضو مجلس الشيوخ المورياتي السابق عن منطقة مقامة أمادو تيجاني كين يشغل منصب عمدة بلدة دولول سيفي بدءًا من عام 2008 وحتى وفاته بعض صراع مع المرض في أبريل عام 2017. ثم أصبح با لوتي رئيسًا لبلدية والي جاتانغ بدءًا من عام 2013 وحتى عام 2018، ثُم خلفه ابن عمه عبد العزيز كين، والذي تولى المنصب بدءًا من عام 2018، ولا زال يشغل منصب عمدة بلدة دولول سيفي حتى الآن.

### قائمة حكام البلدة
| اسم الحاكم       | تاريخ تولي المنصب | تاريخ ترك المنصب |
| ---------------- | ----------------- | ---------------- |
| أمادو تيجاني كين | 2008              | 2017             |
| عبد العزيز كين   | 2018              |                  |

## الاقتصاد
تُشكل الزراعة النشاط الاقتصادي الرئيسي لسكان بلدة دولول سيفي مثلهم في ذلك مثل سكان جميع البلدات الموريتانية الموجودة في المنطقة تقريبًا. ومع ذلك فلا يزال اقتصاد البلدة متواضعًا وهش بسبب ما يواجهه من عقبات تُعرقل محاولات تنميته، ولا سيما الظروف المناخية أو قلة الإمكانيات المتوفرة للمزارعين. وفي سبيل للتغلب على هذه المعوقات، قامت الحكومة الموريتانية بالتعاون مع المنظمات غير الحكومية المختلفة لتمويل عدد من المشاريع التي تُساعد على تحسين الظروف المعيشية لسكان البلدة.